# Heckmondwike
Heckmondwike è un paese di 11.069 abitanti della contea del West Yorkshire, in Inghilterra.